# Gamasiphis foliatus
Gamasiphis foliatus är en spindeldjursart som beskrevs av Wolfgang Karg 1993. Gamasiphis foliatus ingår i släktet Gamasiphis och familjen Ologamasidae. Inga underarter finns listade i Catalogue of Life.